# Mushtaq Ahmad
Mushtaq Ahmad (Amritsar, 28 de agosto de 1932 - Londres, 23 de abril de 2011) fue un jugador de hockey hierba pakistaní. Nació en Amritsar, India. Ganó la medalla de oro en los Juegos Olímpicos de Roma 1960. Marcó contra Australia en el primer partido de los juegos. Después de las Olimpiadas, se le concedió una transferencia junto con su familia para mudarse al Reino Unido. Murió en Londres a los 82 años.